# ناوتو موراماتسو
ناوتو موراماتسو (باليابانية: 村松 直人) (مواليد 4 مايو 1977)، هو لاعب كرة قدم سابق كان يلعب كلاعب وسط.